# 提婆 (僧)
提婆（だいば、聖提婆（しょうだいば）、Āryadeva アーリヤデーヴァ、170-270年頃）とは、大乗仏教・中観派の僧。龍樹の弟子で、主著は『百論』、『四百論』。

## 概要
日蓮の遺文『曽谷入道殿許御書』によると、「問うて曰く諸の真言師の云く仏の滅後八百年に相当つて龍猛菩薩・月氏に出現して釈尊の顕経たる華厳・法華等を馬鳴菩薩等に相伝し大日の密経をば自ら南天の鉄塔を開拓し面り大日如来と金剛薩埵とに対して之を口決す龍猛菩薩に二人の弟子有り提婆菩薩には釈迦の顕教を伝え龍智菩薩には大日の密教を授く龍智菩薩は阿羅苑に隠居して人に伝えず其の間に提婆菩薩の伝うる所の顕教は先づ漢土に渡る其の後数年を経歴して龍智菩薩の伝うる所の秘密の教を善無畏・金剛智・不空・漢土に渡す等云云此の義如何、答えて曰く一切の真言師是くの如し又天台華厳等の諸家も一同に之を信ず、抑龍猛已前には月氏国の中には大日の三部経無しと云うか釈迦よりの外に大日如来世に出現して三部の経を説くと云うか、顕を提婆に伝え密を龍智に授くる証文何れの経論に出でたるぞ、此の大妄語は提婆の欺誑罪にも過ぎ瞿伽利の誑言にも超ゆ」と書かれている。